# Plena Ilustrita Vortaro de Esperanto

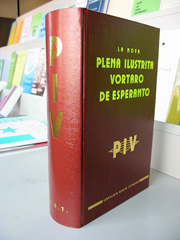
Wydanie PIV z 2002 roku

Pełny Ilustrowany Słownik Esperanto (esperanto: Plena Ilustrita Vortaro de Esperanto) jest największym jednojęzycznym referencyjnym słownikiem języka esperanto, Jego wydawcą jest Sennacieca Asocio Tutmonda (SAT), które opublikowało także wcześniejszy słownik Plena Vortaro de Esperanto (PV) z 1930 roku, będący podstawą PIV. Pierwsza wersja PIV ukazała się w 1970 r., następnie w 1987 r. pojawił się dodatek, a dwie zaktualizowane wersje w 2002 oraz 2005. W 2010 roku rozpoczęły się prace nad internetową wersją słownika, która jest dostępna od 4 kwietnia 2012 roku.

## Pełny Ilustrowany Słownik Esperanto PIV wydanie z 1970 roku

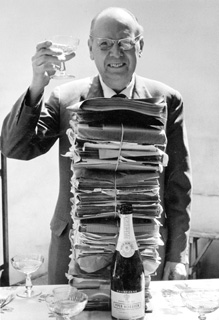
Gaston Waringhien stojący za stosem rękopisów PIV

Poprzednikiem PIV był Plena Esperanto Vortaro (PV 1930/1934), opracowany przez Émile Grosjean-Maupin (redaktor naczelny) oraz jego ucznia Gastona Waringhiena, PIV została stworzona i opublikowana po raz pierwszy w 1970 roku. Później wydano dwa niezmienione przedruki.

### Opis
PIV 1970 według własnego opisu ma 15 200 słów kluczowych i 39 400 jednostek leksykalnych. Z tego powodu był to wszechstronny słownik definicyjny esperanto, nawet jeśli w międzyczasie słownictwo pozostawało licznościowo w tyle za słownikami z esperanto na język narodowy (na przykład esperanto-niemiecki słownik autorstwa Ericha-Dietera Krause z 1999 r., który zawiera ok. 80 000 jednostek słownikowych).

### „Ukryte rdzenie” w PIV
Idealnie PIV powinien wymieniać każdy rdzeń używany jako osobne słowo główne (tytuł artykułu słownika). Jednak nie zawsze tak jest. Istnieje kilka (nielicznych) korzeni używanych w definicjach niektórych artykułów słownikowych, ale same nie są zdefiniowane. Nazywa się je zwykle „ukrytymi rdzeniami”, ponieważ niełatwo je znaleźć w porządku alfabetycznym. Na przykład, jest wpis „basbal-o = baseball”, lecz brak jest definicji baseballu. Na przykład wyraz „filopody” jest użyty w definicji „branchiopodoj”, ale brakuje go jako niezależnego artykułu słownikowego. „Ukryte rdzenie” można znaleźć w glosariuszu „Nepiva Vortoj” (pl. niesłownikowe słowa) autorstwa André Cherpilloda (1. wyd. 1988).

### Współtwórcy słownika
Waringhienowi udało się zgromadzić zespół złożony z 59 doświadczonych współpracowników, esperanckich leksykografów, w tym wielu członków Akademii Esperanto. Niemal wszyscy z nich już przed pojawieniem się PIV w 1970 r. opracowywali słowniki przedmiotowe albo słowniki ogólne, lub udzielali się w dyskusjach glosariuszowych w latach 50. lub 60. XX wieku. PIV stał się dobrze przygotowanym dziełem, w którym zebrano dużą część dotychczasowej leksykografii esperanckiej. Zasób słów PIV stał się podstawą kilku słowników z Esperanto na języki narodowe, które tłumaczą jego hasła, mniej lub bardziej wiernie naśladując zakres słownictwa z wzorcowego wydania PIV.
Według Libera Folio ostatnie wydanie tradycyjnie drukowane ukazało się w 50-lecie PIV (w roku 2020). Kolejne wydanie jest już przede wszystkim elektroniczne, choć chętni będą mogli zamówić egzemplarze drukowane.

## PIV w Internecie
Bezpłatną wersję (2020) PIV można znaleźć w sieci pod adresem http://vortaro.net/. 4 sierpnia 2020 r. Bertilo Wennergren zainstalował wersję 2020 PIV na stronie www.vortaro.net. Nowa wyszukiwarka PIV 2020 została przeprogramowana i oferuje więcej opcji od poprzedniej.